# Vanadzor
Vanadzor (en armenio: Վանաձոր), antes llamada Kirovakan, es una comunidad urbana de Armenia. Es la tercera ciudad más grande de Armenia y está situada en el norte del país. Capital de la provincia de Lorri. Famosa por su gran planta química, localizada en las afueras.

## Historia
La historia de Vanadzor se remonta a la Edad de Bronce. Tomó su nombre posiblemente en el siglo XIII, de una iglesia negra de piedra sobre una colina cercana. Fue totalmente destruida en 1826 por el Kan Hasan durante la guerra ruso-persa. Poco después, disfrutó de un auge considerable tras la apertura del ferrocarril a Tiflis en 1899. 
En mayo de 1918, las tropas del general Tovmas Nazarbekian superadas en número lucharon contra el Ejército turco, haciéndolos retroceder durante unos días en la crucial batalla de Karakilisa, que posteriormente cerró con la victoria en la batalla de Sardarapat. Al norte de la carretera de Spitak a Vanadzor, aproximadamente 2 kilómetros al oeste de la ciudad, hay un pequeño lugar santo en las ruinas de una iglesia, monumento que honra aquella batalla.

## Ciudades hermanadas
- Batumi - Georgia (2006)
- Podolsk - Rusia
- Kislovodsk - Rusia
- Bagnot - Francia
- Maardu - Estonia
- Vítebsk - Bielorrusia

## Galería

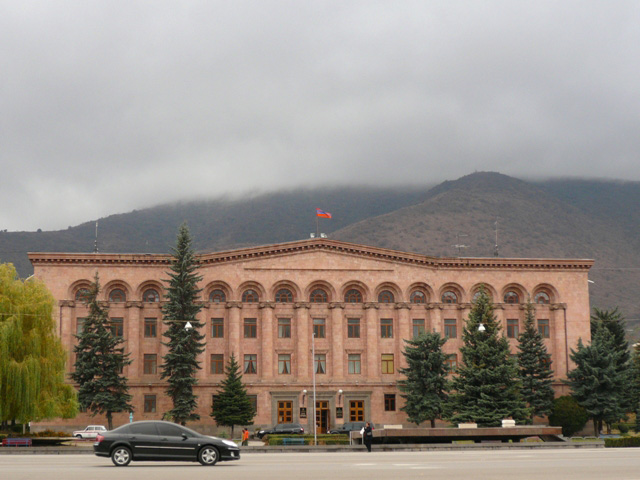
Administración del Marz
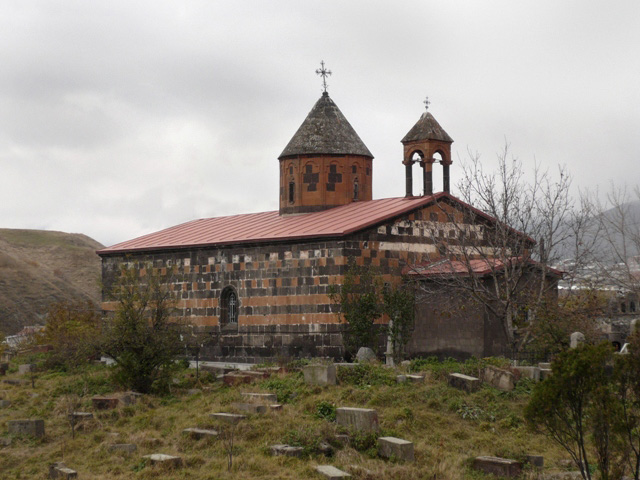
Iglesia Negra
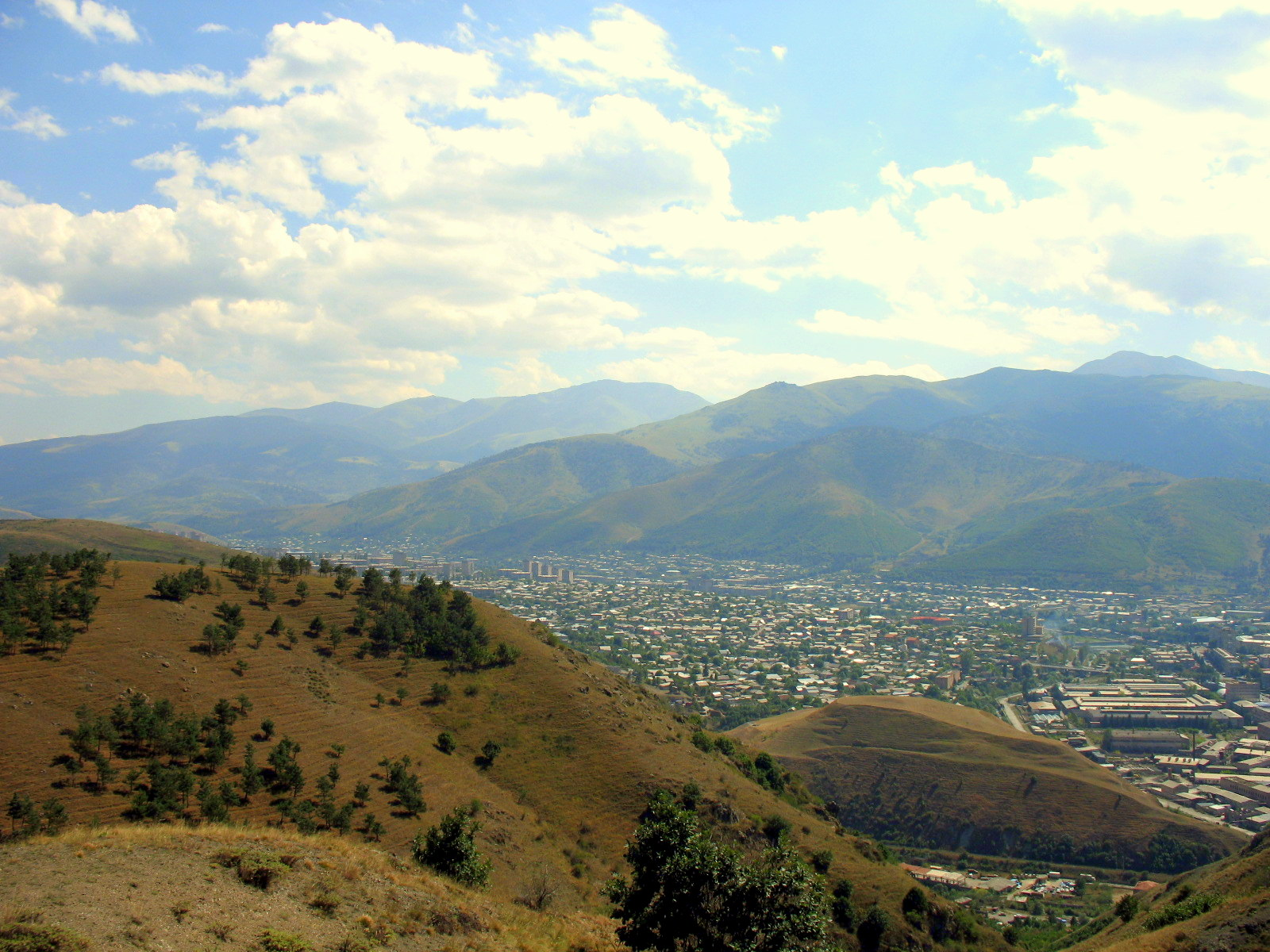